# Arnoldiellaceae
Arnoldiellaceae es una familia de alga, del orden Cladophorales.

## Géneros
- Arnoldiella
- Basicladia